# ENTJ
Cet article concerne un type psychologique de la classification Myers-Briggs. Pour le type socionique ENTj, voir Socionique.
ENTJ (acronyme en anglais « extraversion, intuition, thinking, judgment » signifiant Extraversion, Intuition, Pensée, Jugement) est une abréviation utilisée dans le cadre du Myers-Briggs Type Indicator (MBTI) au sujet de l'un des 16 types psychologiques du test. Il est l'un des quatre types appartenant au tempérament Rationnel.
Les ENTJ forment un des types de personnalité les plus rares, constituant environ 1,8 % de la population.
Parmi les types extravertis, les ENTJ sont les plus rares (avec les ENFJ).

## Préférences du ENTJ
- E — Extraversion préférée à l'introversion : les ENTJ aiment interagir avec les autres. Ils « gagnent » en l'énergie par le contact avec autrui, à la différence des introvertis qui en perdent dans les mêmes situations et ont besoin de solitude pour récupérer, et aiment posséder un large cercle de connaissances[3].
- N — Intuition préférée à la sensation : les ENTJ sont davantage abstraits que concrets. Ils concentrent leur attention sur l'image globale d'une chose ou d'une situation plutôt que sur ses détails, sur le contexte plutôt que sur la chose en elle-même, sur les possibilités futures plutôt que sur les réalités immédiates[4].
- T — Pensée (en anglais : Thinking), préférée au sentiment : les ENTJ placent les critères objectifs au-dessus des préférences personnelles. Lorsqu'ils prennent une décision, ils accordent une importance plus grande à la logique qu'à des considérations sociales et/ou passionnelles[5].
- J — Jugement, préféré à la perception : les ENTJ planifient leurs activités et prennent des décisions rapidement. Leur tendance à prédire les probabilités d'une situation future suscite chez eux un certain self-control, qui peut sembler limitatif aux yeux des types préférant la perception[6].

## Caractéristiques

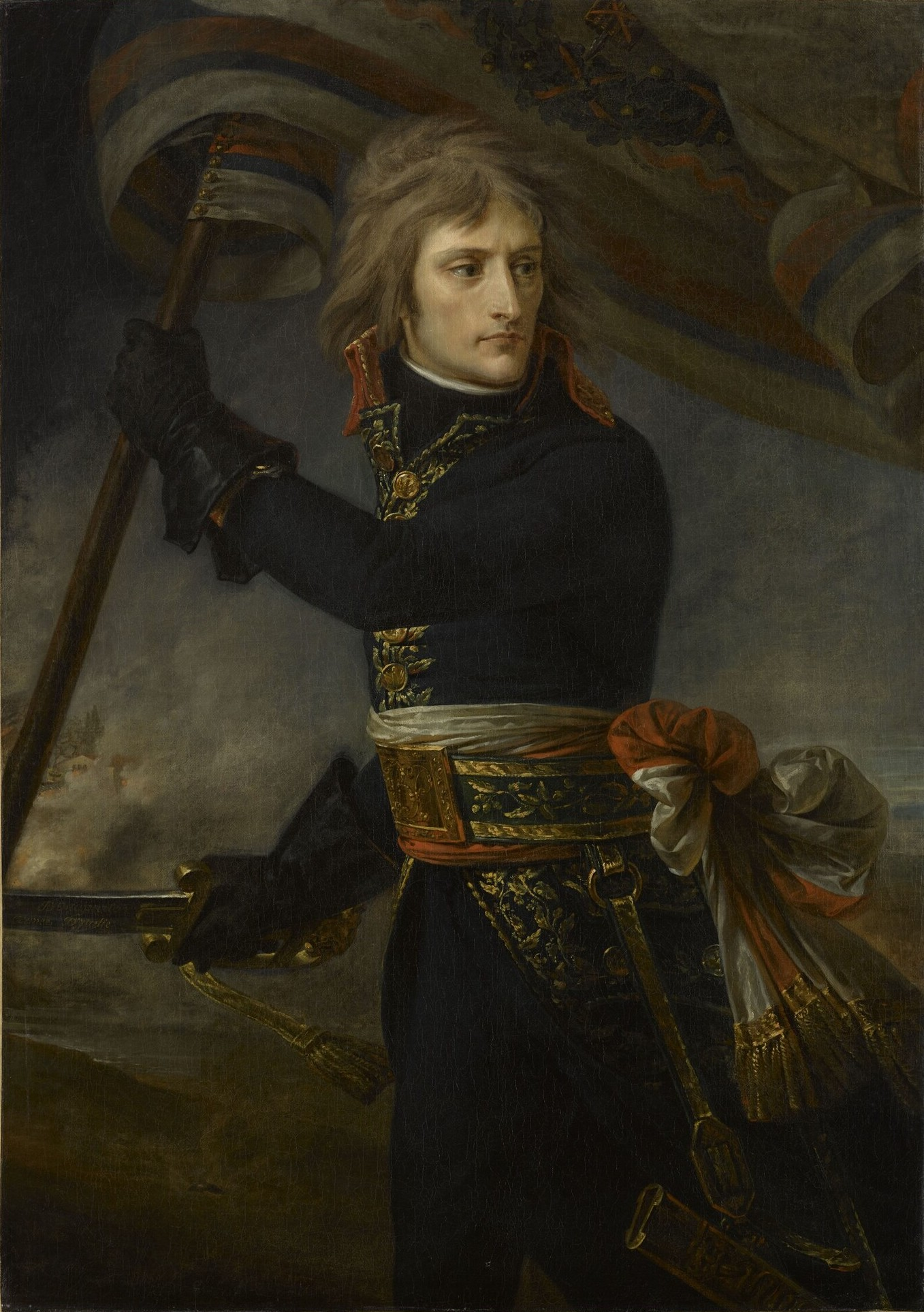
Le psychologue David Keirsey a identifié Napoléon Bonaparte comme ENTJ. Cependant, si l'on suit les règles du MBTI, seul le passage du test permet d'identifier avec certitude un type de personnalité.

« Les ENTJ ont une tendance naturelle à diriger. Ils peuvent exprimer cette qualité par le charme ou la finesse d'un homme du monde, ou par l'insensibilité d'une personnalité qui s'impose. L'individu ENTJ n'a besoin que de peu d'encouragements pour élaborer un plan. Un ENTJ décrira ses actions ainsi : « J'élabore des plans qui n'ont aucune importance pour qui que ce soit d'autre, et je les réalise ensuite. » Le penchant à élaborer des stratégies et à les faire devenir réalité est un trait commun à tous les types NJ (iNtuition et Jugement). »

— 
Les ENTJ sont conduits par une volonté forte ; ils sont motivés (et motivants pour les autres), pleins d'énergie, confiants, compétitifs et assertifs. Ils ont généralement une vision synthétique des choses et construisent des stratégies à long terme. Ils savent ce qu'ils veulent et peuvent mobiliser les autres pour les aider à atteindre leurs objectifs. Les ENTJ sont souvent des leaders reconnus et recherchés, pourvus d'une capacité innée à diriger des groupes de gens. Plus influents et organisés que la majorité des autres types, ils peuvent parfois juger les autres selon leurs propres standards perfectionnistes, et oublier de prendre en compte les besoins personnels de ceux qu'ils jugent.
Les ENTJ se concentrent sur les moyens les plus efficients et les plus organisés pour compléter une tâche. Cette qualité, associée à leur motivation pour atteindre les buts qu'ils se sont fixés, fait des ENTJ des leaders de qualité, à la fois réalistes et visionnaires lorsqu'ils construisent un plan à long terme. Les ENTJ se montrent farouchement indépendants lorsqu'ils prennent une décision, poussés par une forte volonté intérieure qui les isole des influences externes. Généralement très compétents dans leur domaine, ils analysent le monde autour d'eux et en identifient la structure d'une façon logique et rationnelle. Cette manière de penser, franche et sans ambages, donne parfois aux ENTJ les plus grandes difficultés à intégrer à leur processus de prise de décision des considérations subjectives ou des valeurs émotionnelles.
Les ENTJ excellent dans le monde des affaires et dans tous les domaines qui requièrent des analyses systémiques, une manière originale de penser, et un esprit économiquement intuitif. Ils résolvent leurs problèmes de façon dynamique et pragmatique. Animés par une forte confiance en leurs propres capacités, ils se montrent volontiers assertifs dans leurs conversations. Lorsqu'ils sont en situation de groupe ou en société, ils sont généralement charismatiques et avancent volontiers vers les autres, quoiqu'ils ne se laissent pas affecter par les conflits ou par la critique. Ce caractère peut quelquefois faire passer les ENTJ pour des personnes arrogantes, insensibles et enclines à la confrontation. Sans le vouloir, ils peuvent noyer les autres sous leur énergie, leur intelligence et leur désir de faire correspondre les choses à leur propre vision du monde. Dans de tels cas, ils seront vus comme intimidants, hâtifs, voire manipulateurs.
Les ENTJ tendent à cultiver leur pouvoir personnel. Ils se retrouvent souvent à prendre en charge des situations qui leur semblent hors de contrôle, ou qui peuvent à leurs yeux être améliorées et renforcées. Ils travaillent constamment à apprendre de nouvelles choses, acquérant ainsi de plus en plus de ressources dont ils se serviront pour résoudre leurs problèmes et bâtir des plans d'une complexité croissante. Cependant, dans la mesure où les ENTJ nourrissent avant tout leur esprit de faits susceptibles de preuve, ils peuvent trouver les problèmes subjectifs ou émotionnels dépourvus d'intérêt. Les ENTJ semblent avoir une approche "dure" des problèmes personnels ou émotionnels des autres, et peuvent à cause de cela être vus comme distants et froids. Dans les situations requérant une compréhension fine des sentiments des autres, les ENTJ qui s'en sortent le mieux sont souvent ceux qui demandent conseil à des personnes de type F (sentimentaux) en qui ils ont confiance.

## Fonctions cognitives
D'après les développements les plus récents, les fonctions cognitives des ENTJ s'articulent comme suit :
DominantePensée extravertie (Te)
La pensée extravertie organise et planifie les idées pour assurer une poursuite efficace et productive d'objectifs donnés. Elle cherche des explications logiques aux actions, évènements et conclusions, et y identifie de possibles erreurs ou sophismes. La fonction Te est la plus développée de toutes chez les ENTJ. Elle implique l'ordonnance, la structuration et la spécification d'une compréhension logique des situations. Les ENTJ sont généralement dotés de forts talents d'organisation et de coordination. La pensée extravertie est également concentrée sur le fait d'accomplir une tâche de la manière la plus efficace et productive possible, ce qui donne aux ENTJ un talent certain pour diriger leur environnement de travail en incluant dans leur gestion des besoins et des objectifs spécifiques. De plus, elle contribue à leur capacité à accumuler des données pertinentes, puis à les analyser pour en tirer des applications personnelles.
AuxiliaireIntuition introvertie (Ni)
Attirée par des dispositifs ou actions symboliques, l'intuition introvertie opère la synthèse de couples de contraires pour créer dans l'esprit des images neuves. De ces réalisations provient une certaine forme de certitude, qui demande des actions ou des expériences pour nourrir une éventuelle vision de l'avenir ; de telles réalisations peuvent inclure des systèmes complexes ou des vérités universelles. La fonction Ni permet aux ENTJ de synthétiser de l'information à partir d'impressions, de possibilités et de significations indirectes (par exemple symboliques ou sous-entendues). Elle contribue à leur capacité à créer des plans et des structures. L'information complexe ou générale passe par l'intuition introvertie pour donner plus de clarté à un schéma ou à une pensée et donne aux ENTJ le moyen de corriger des erreurs dans leurs croyances ou leurs plans. La fonction auxiliaire des ENTJ nourrit leur fonction dominante ; ils s'en servent pour améliorer une situation donnée afin de la rendre plus utile pour eux-mêmes.
TertiaireSensation extravertie (Se)
La sensation extravertie se concentre sur les expériences et les sensations du monde physique et immédiat. Pourvue d'une conscience aigüe de ce qui entoure l'individu, elle lui apporte des faits et des détails pouvant constituer le moteur d'actions spontanées. Chez les ENTJ, la sensation extravertie est une fonction basique, moins développée que celles ci-dessus. Elle les aide à agir de manière effective sur ce qui les entoure concrètement. Les ENTJ observent leur environnement physique pour se rendre compte de ce qui (selon eux) pourrait y être amélioré, et la fonction Se est tout entière au service des fonctions dominante et auxiliaire pour correspondre à leurs standards. La sensation extravertie récolte des données détaillées à partir de l'expérience immédiate pour étendre le savoir des ENTJ et intensifier leur sens des réalités pendant les moments d'action.
InférieureSentiment introverti (Fi)
Le sentiment introverti filtre les informations à partir d'interprétations sur la valeur, formant des jugements en accord avec des critères souvent intangibles. Cette fonction balance constamment entre deux impératifs différents, tels que le désir d'harmonie et celui d'authenticité. Adapté aux distinctions subtiles, le sentiment introverti sent instinctivement ce qui est vrai ou faux dans une situation donnée. La fonction Fi est la plus faible de toutes chez les ENTJ, mais elle prend de la maturité et s'affine au cours du temps. Les ENTJ éprouvent des difficultés à appliquer des notions subjectives ou émotionnelles lorsqu'ils prennent une décision, car ils ont l'impression que le sentiment nuit à la prise de décision et à l'impartialité. Bien que cela puisse être pertinent lorsque des critères objectifs sont en jeu, les ENTJ finissent par se rendre compte que le sentiment possède une réelle importance dans les relations avec les autres et créée des liens indispensables. Dans les pires des cas, l'échec de la fonction Fi peut donner à un individu ENTJ l'apparence d'un dominateur, insensible et abrasif, et ne donner lieu qu'à un système de valeurs très peu développé, qui poussera l'ENTJ à se désengager des relations personnelles, ainsi même que de toute volonté de s'améliorer.

### Fonctions secondaires
D'après les développements les plus récents, notamment les travaux de Linda V. Berens, ces quatre fonctions additionnelles ne sont pas celles auxquelles les ENTJ tendent naturellement, mais peuvent émerger en situation de stress. Pour les ENTJ, ces fonctions s'articulent comme suit :
- Pensée introvertie (Ti) : la pensée introvertie recherche la précision, par exemple celle du mot juste pour exprimer une idée avec exactitude. Elle remarque les menues distinctions qui définissent l'essence des choses, puis les analyse et en opère la classification. Cette fonction examine une situation sous tous les aspects, cherche à résoudre des problèmes avec le minimum d'efforts et de risques. Elle recourt à des modèles pour remédier aux flottements et inconsistances du raisonnement logique[16]. Pour les ENTJ, la pensée introvertie soutient la pensée extravertie, conférant ainsi à la fonction Pensée une portée plus large. Cependant, l'usage d'un mode de pensée introverti leur coûtera plus d'efforts, et l'efficacité de cette fonction sera plus étroite.
- Intuition extravertie (Ne) : l'intuition extravertie trouve et interprète le sens caché d'un objet, d'un propos ou d'une situation, raisonnant à partir de la question "et si...?" pour explorer d'éventuelles alternatives et faire coexister de multiples possibilités. Ce jeu de l'imagination tisse la toile de l'expérience et d'une certaine perspicacité pour former un nouveau schéma d'ensemble, qui peut devenir un catalyseur pour l'action[17]. Pour les ENTJ, la fonction Ne peut connecter des idées entre elles et générer de nouvelles idées, en élargissant le processus de l'intuition introvertie. Sous sa forme négative, l'intuition extravertie peut constituer un élément critique et pousser l'individu ENTJ à commettre des actes gênants ou démoralisants pour les autres.
- Sensation introvertie (Si): la sensation introvertie collecte les données du moment présent et les compare avec celles des expériences passés. Ce processus fait remonter à la surface des sentiments associés à des souvenirs que le sujet revit en se les remémorant. Cherchant à protéger ce qui lui est familier, la sensation introvertie identifie dans l'histoire des buts et des attentes en vue d'évènements futurs[18]. Pour les ENTJ, la fonction Si peut apporter des conseils pratiques et même un certain sens de l'humour dans des situations gênantes ou fatigantes pour eux. Cependant, une sensation introvertie insuffisamment développée peut mener les ENTJ vers un comportement hâtif et négligent dans des tâches qui demandent une concentration sur les détails.
- Sentiment extraverti (Fe): le sentiment extraverti recherche le lien social et créée d'harmonieuses interactions par un comportement poli et adapté. Il répond aux désirs explicites (et implicites) des autres, ce qui peut donner lieu à un conflit interne entre les propres besoins du sujet et le désir de satisfaire ou de comprendre ceux des autres[19]. Pour les ENTJ, la fonction Fe souffre souvent d'une influence faible, tout comme sa contrepartie inférieure. À long terme, et à mesure que l'individu ENTJ devient plus mature, le sentiment extraverti gagne toutefois en consistance et amortit les effets excessifs d'une pensée extravertie très développée.

## ENTJ célèbres
Bien que seul le passage du test MBTI permette d'identifier avec certitude un type de personnalité, plusieurs praticiens ont tenté de déterminer le type de certains personnages célèbres à partir d'éléments biographiques. Le psychologue américain David Keirsey a ainsi identifié de nombreux ENTJ célèbres.

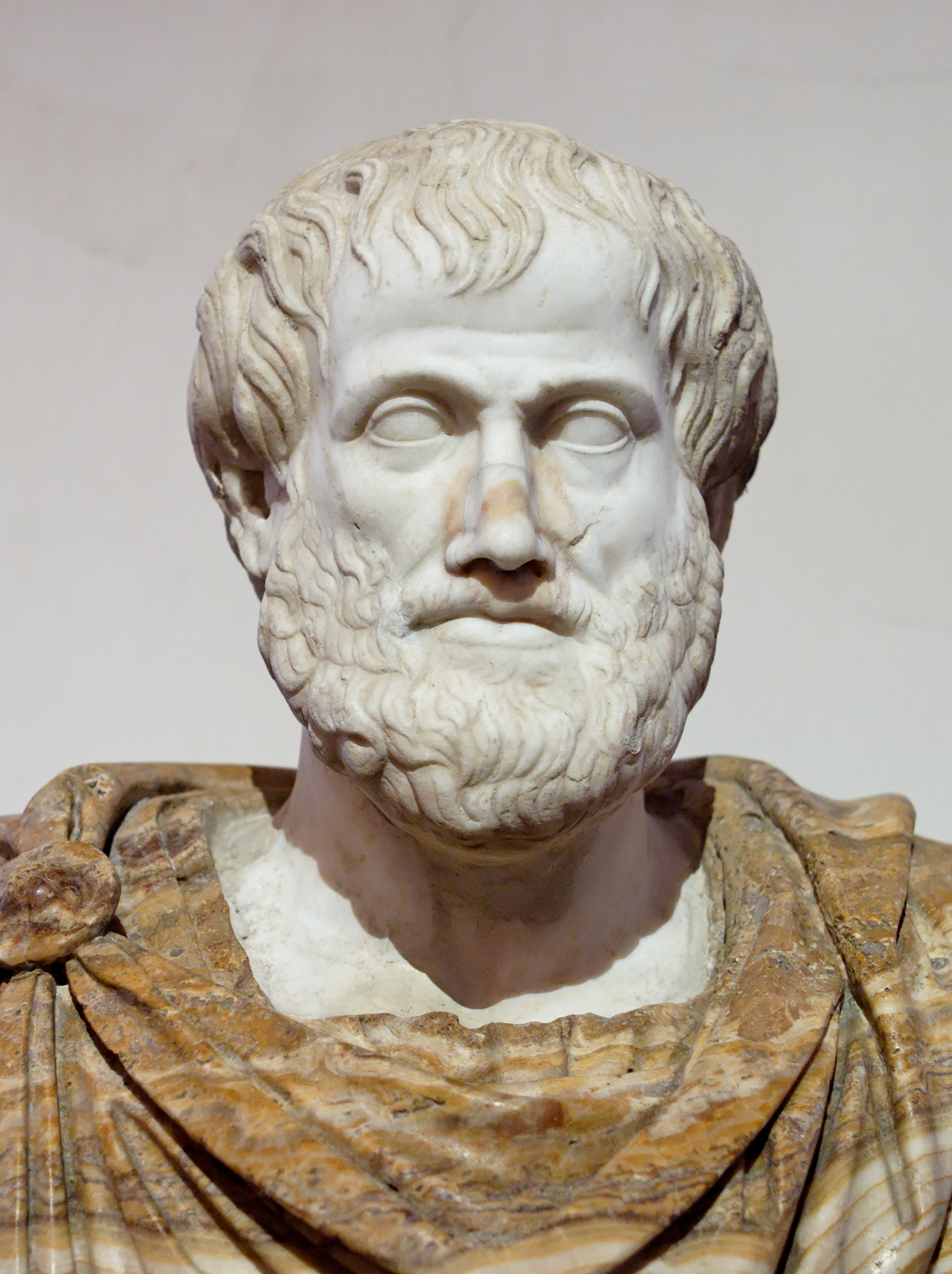
Aristote, philosophe grec.
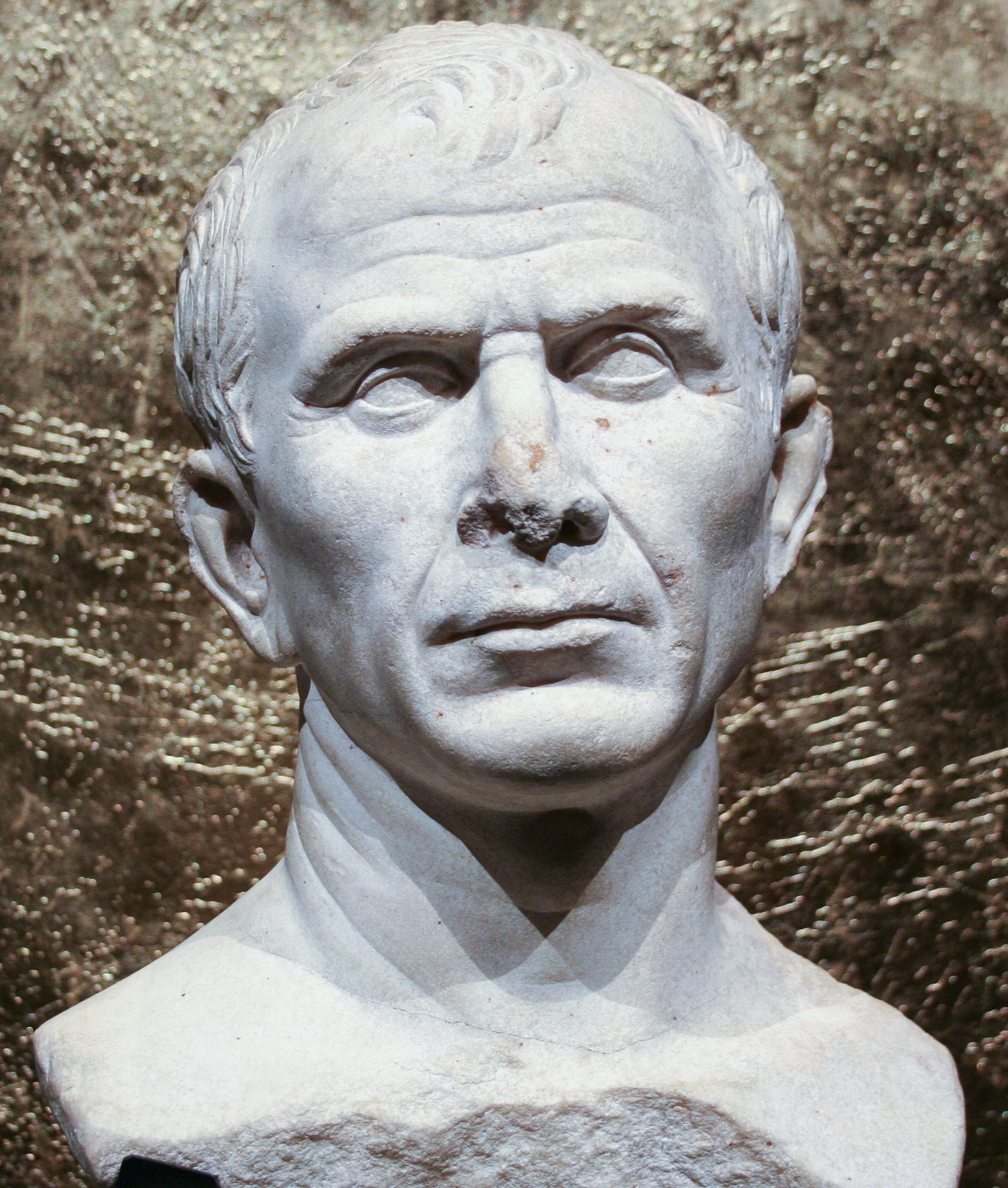
Jules César, général et homme politique romain.
Genghis Khan, empereur mongol.
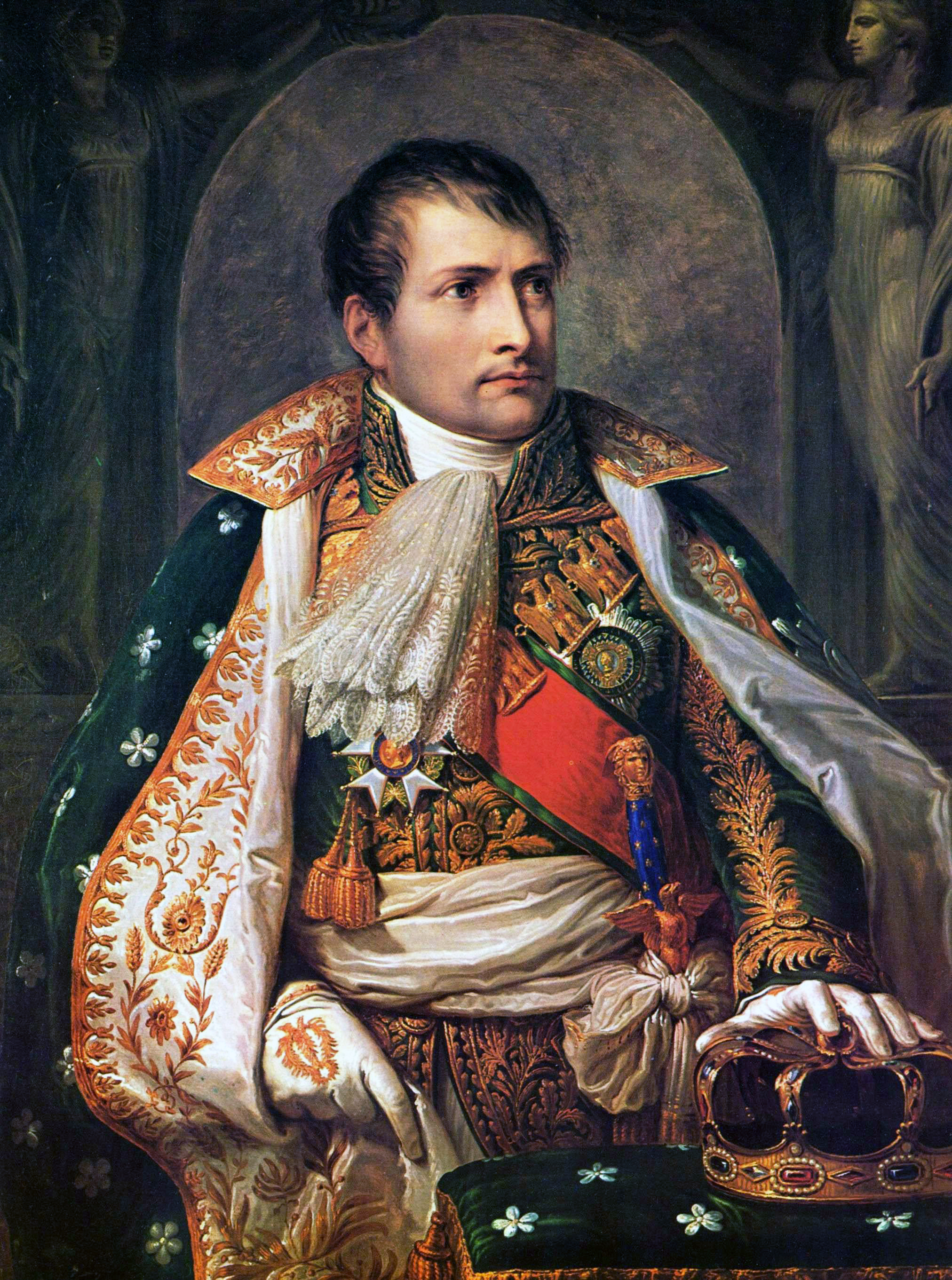
Napoléon Bonaparte, général et Empereur français.
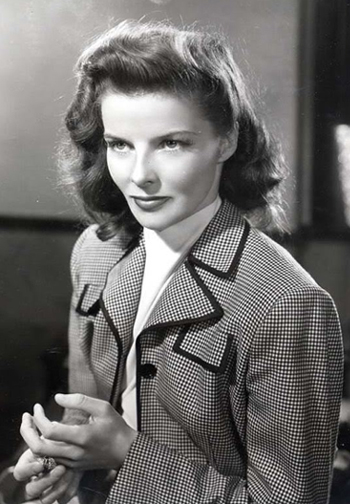
Katharine Hepbrun, actrice américaine aux quatre Oscars.
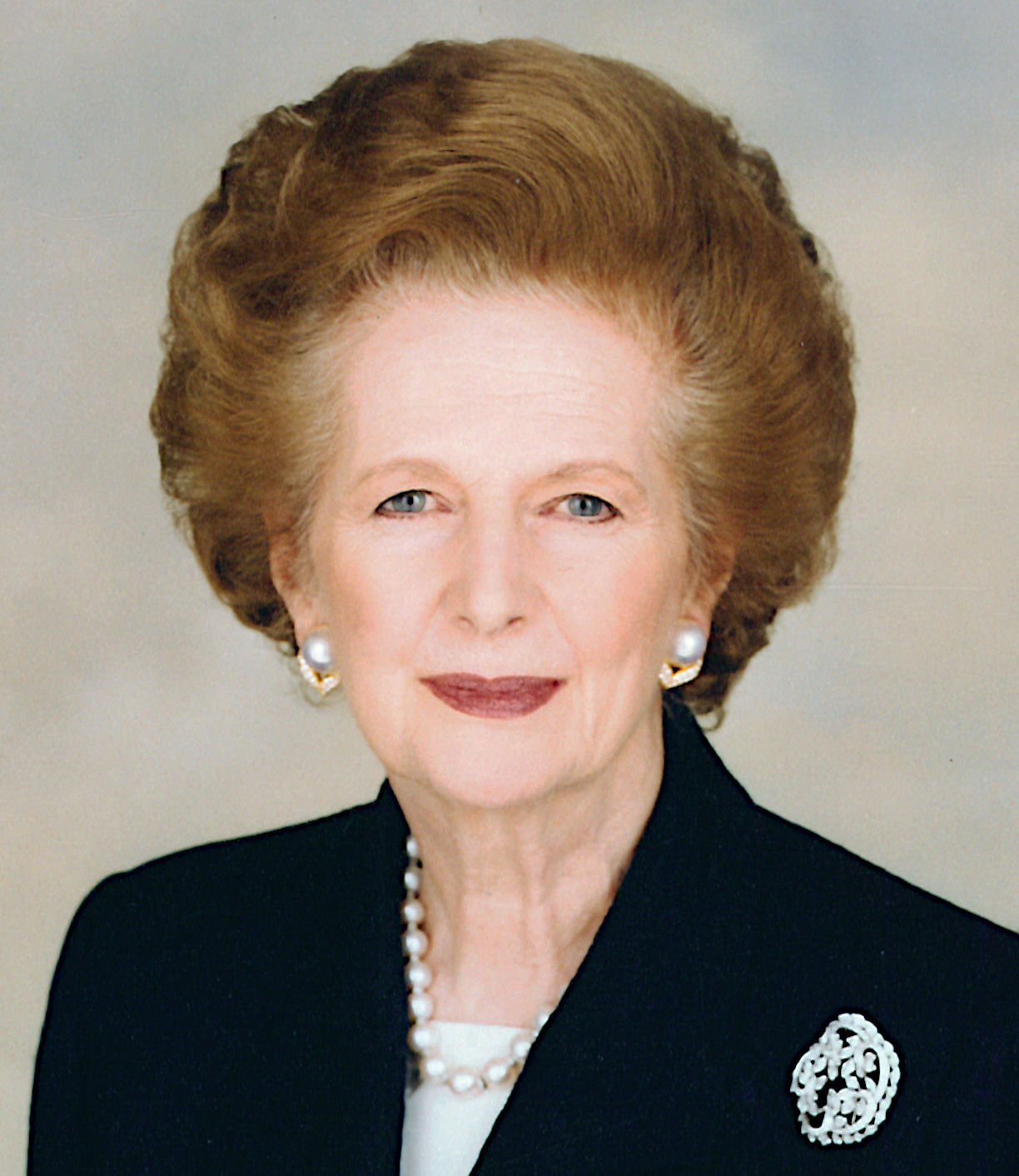
Margaret Thatcher, chimiste, avocate et Première ministre britannique entre 1979 et 1990.
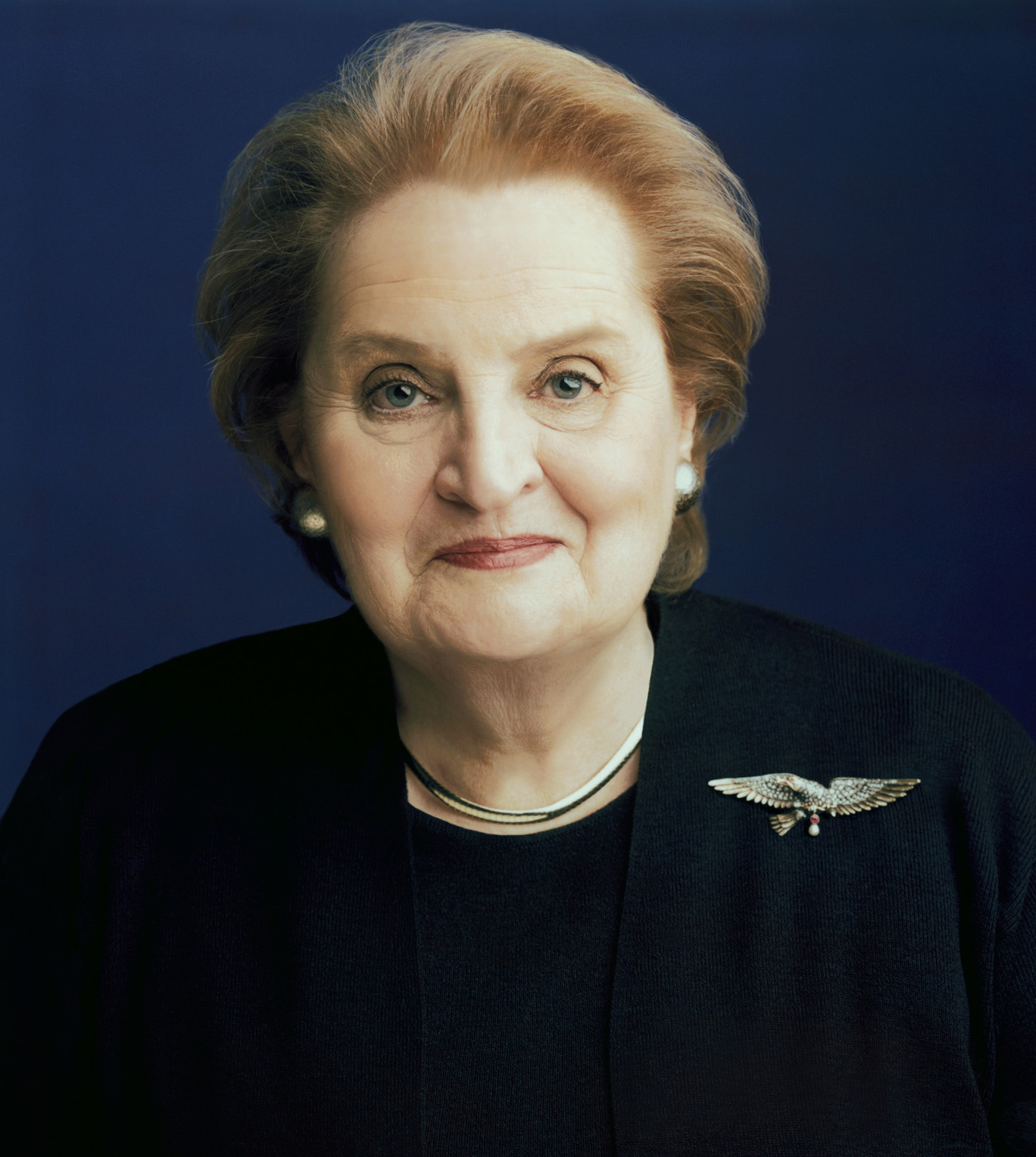
Madeleine Albright, diplomate démocrate, ambassadrice et  secrétaire d'État des États-Unis entre 1997 et 2001.
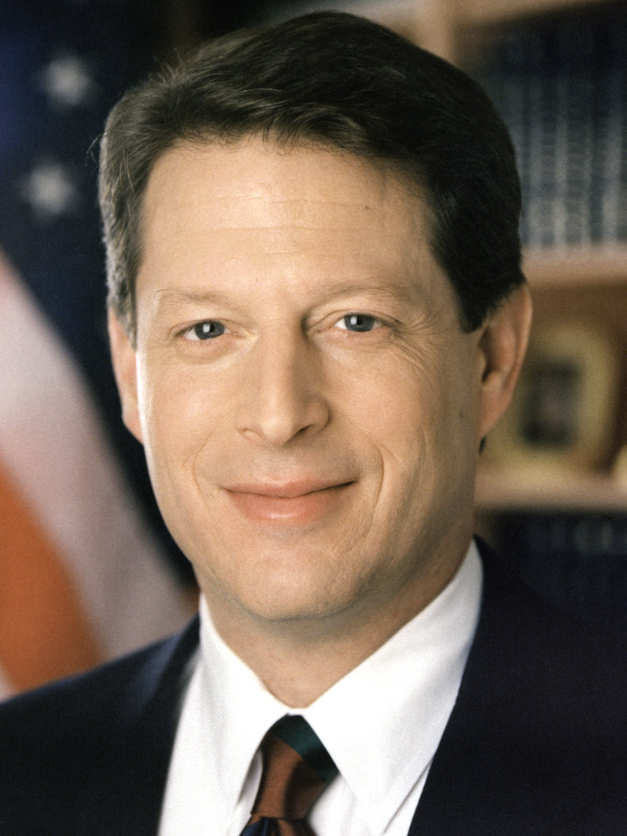
Albert Arnold Gore, dit Al Gore, homme d'affaires et politique américain, vice-président des États-Unis de 1993 à 2001.
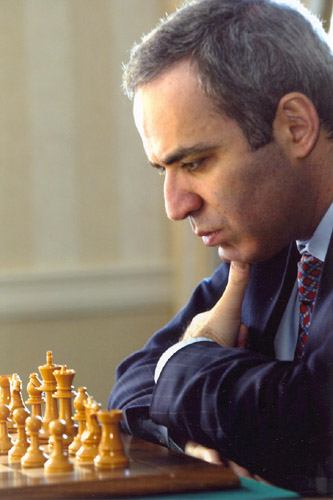
Garry Kasparov, joueur d'échecs et homme politique russe.
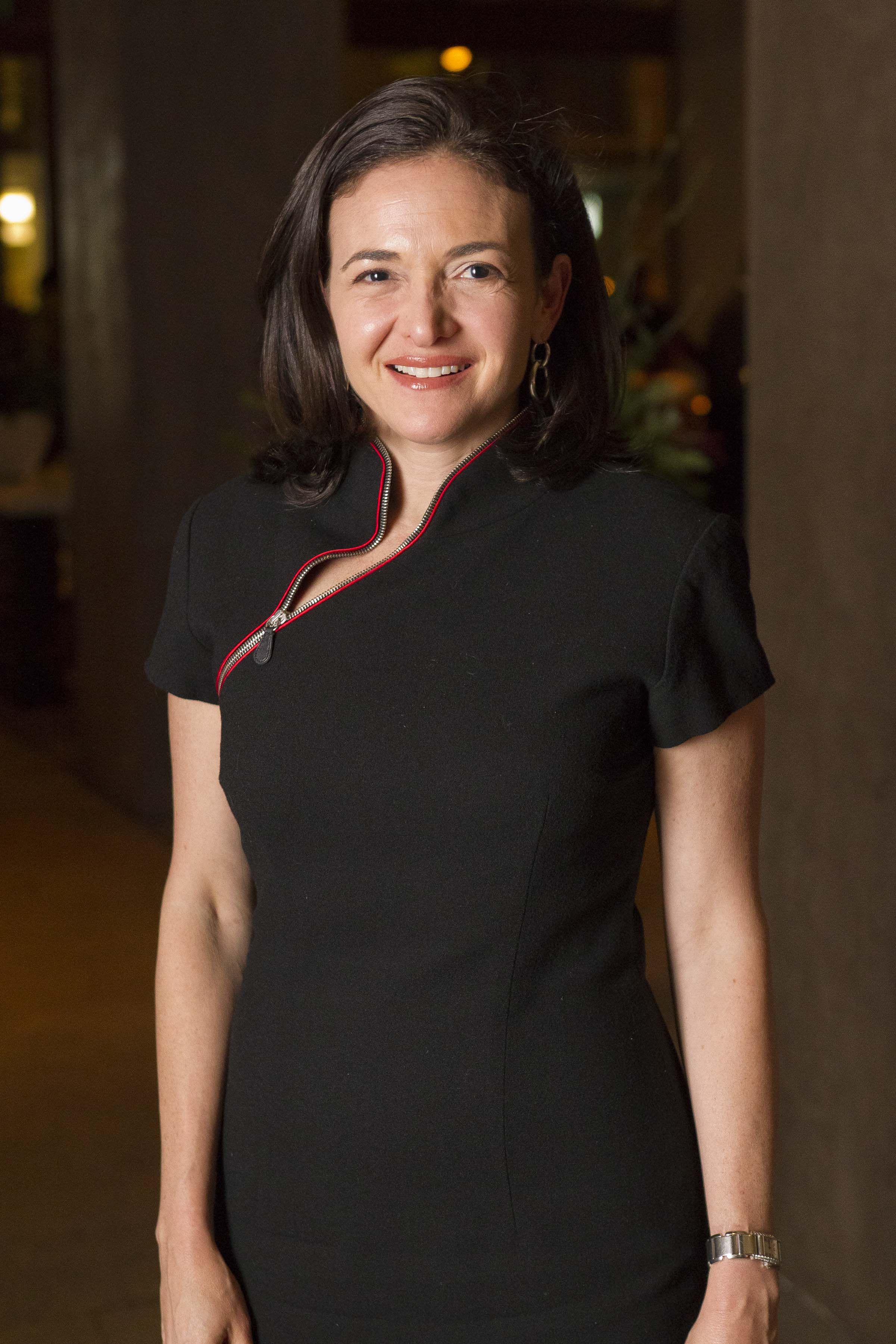
Sheryl Sandberg, DOP de Facebook.